# Рибчинці (Хмільницький район)
Рибчи́нці — село в Україні, в Уланівській сільській громаді Хмільницького району Вінницької області, розташоване на Сниводі — притоці Південного Бугу.

## Географія
У селі річка Безіменна впадає у Снивода.

## Історія
Центральна частина села була в давнину оточена водою (річку Сниводу «продовжили» навколо села).
За переказом, заселене козаками, які при наближенні татар пішли на острів на р. Снивода, де тепер село.
За сучасним цвинтарем раніше були дві (козацькі) могили (тепер на їх місці — поле), панський ліс має ділянки ялини, сосни, дуба, одного разу конюх пана Сабанського «заробив» рубля від сусіднього пана та батоги від свого — за те що по дорозі на прогулянку в ліс ВІН «випадково» кинув свого пана в воду, а сусідній пан і «наша» пані були перенесені конюхом через річку вдало — і змогли там усамітнитись…

## Природа
Поруч із селом є урочище «Рибчинецька дубина» — зоологічна пам'ятка природи загальнодержавного значення.
В селі є заказник місцевого значення Снивода, де розводиться ондатра, видра, річковий бобер, гніздяться лебеді шипуни, кулики, сіра та руда чапля.
В центрі села є водяний млин.

## Свято-Миколаївська церква
На місці сучасної церкви була дерев'яна церква невідомого часу побудови, яка згоріла у 1802 р. Нова церква св. Миколи збудована у 1824 р. — кам'яна. У 1869 р. прибудована кам'яна 3-ярусна дзвіниця. Новий іконостас 1833 р. — 4-ярусний.

## Відомі особистості
В поселенні народились:
- Гуменюк Феодосій Максимович (нар. 1941) — український художник.
- Марченко Олександр Олександрович (1965—2022) — депутат Верховної Ради (2014 - 2019), загинув захищаючи Київ у березні 2022.
- Шурман Віра Іванівна (нар.1960) — українська поетеса, співачка, бард.